# Pegomya nigrifemur
Pegomya nigrifemur este o specie de muște din genul Pegomya, familia Anthomyiidae, descrisă de Stein în anul 1918. Conform Catalogue of Life specia Pegomya nigrifemur nu are subspecii cunoscute.